# 列支敦士登—瑞士关系

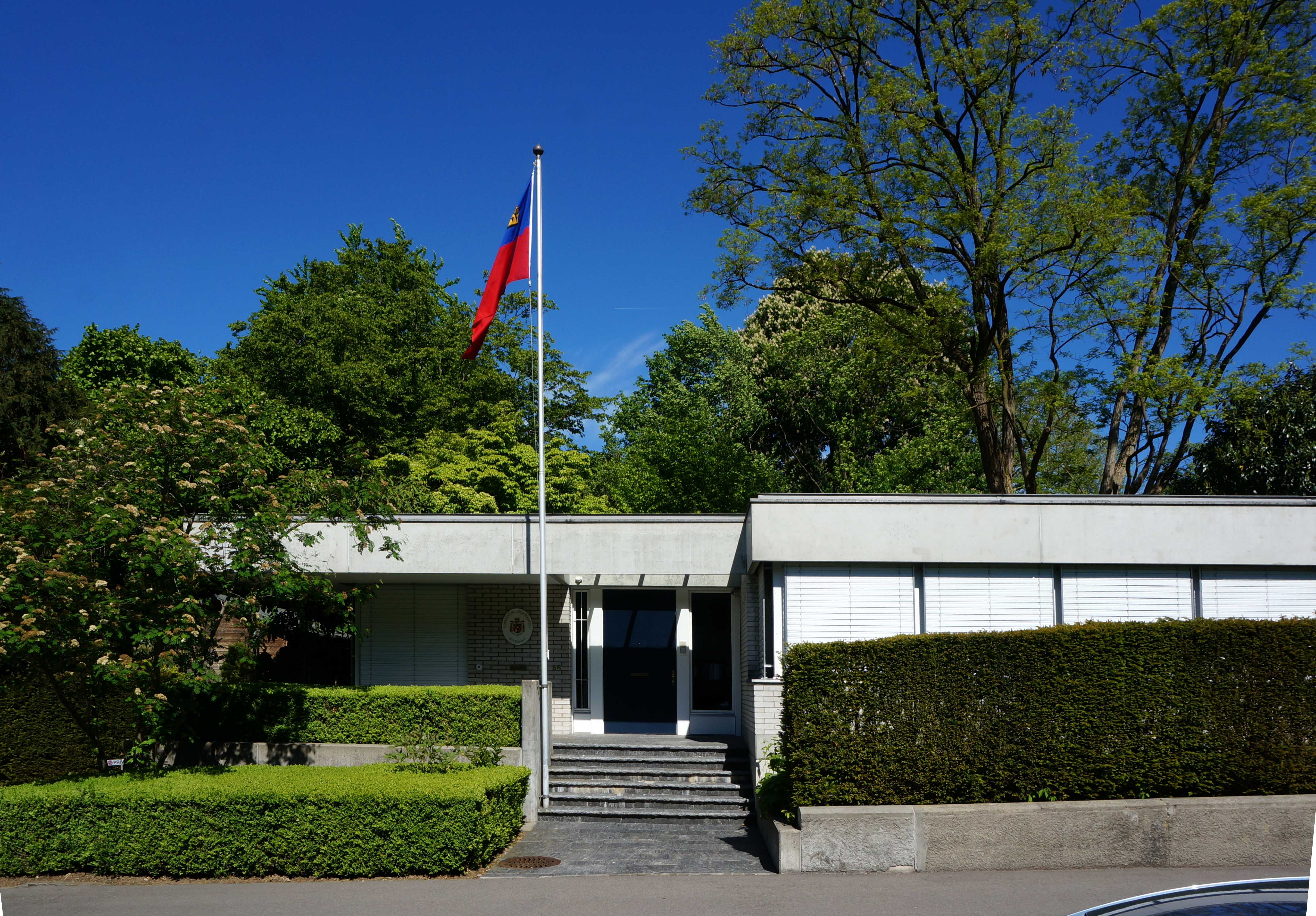
列支敦士登驻瑞士伯尔尼大使馆。

列支敦士登－瑞士关系一直很密切，瑞士甚至还负责保护列支敦士登的利益。列支敦士登在伯尔尼设有大使馆。瑞士在伯尔尼的联邦外交部负责针对列支敦士登的外交事务，并在瓦杜兹设有名誉领事馆。

## 合作
1919年，应列支敦士登政府的要求，瑞士保护列支敦士登在海外的公民利益。这两个国家形成了一个共同的经济和货币地区。列支敦士登自1920年以来一直使用瑞士法郎，两国自1924年以来形成了关税同盟，并拥有开放的边境。两国都是申根协定的缔约方。两国也有共同的专利制度。如果列支敦士登没有代表参加条约谈判，瑞士有权代表列支敦士登签订条约，这种权力通常在涉及关税的条约中行使。
瑞士领事保护范围扩大到列支敦士登公民。瑞士在国外代表列支敦士登的利益，除非他们另有选择。在列支敦士登本身成为欧洲自由贸易协会成员之前，瑞士代表了它在该组织中的利益。
这两个国家也有共同的语言（德语），而且都不是欧盟成员国。与瑞士一样，列支敦士登保持中立政策。但是瑞士奉行武装中立的政策，而列支敦士登却没有自己的军队。各国驻瑞士大使通常兼任驻列支敦士登大使，不过马耳他骑士团有单独的驻列支敦士登大使。

## 涉及瑞士军队的事件

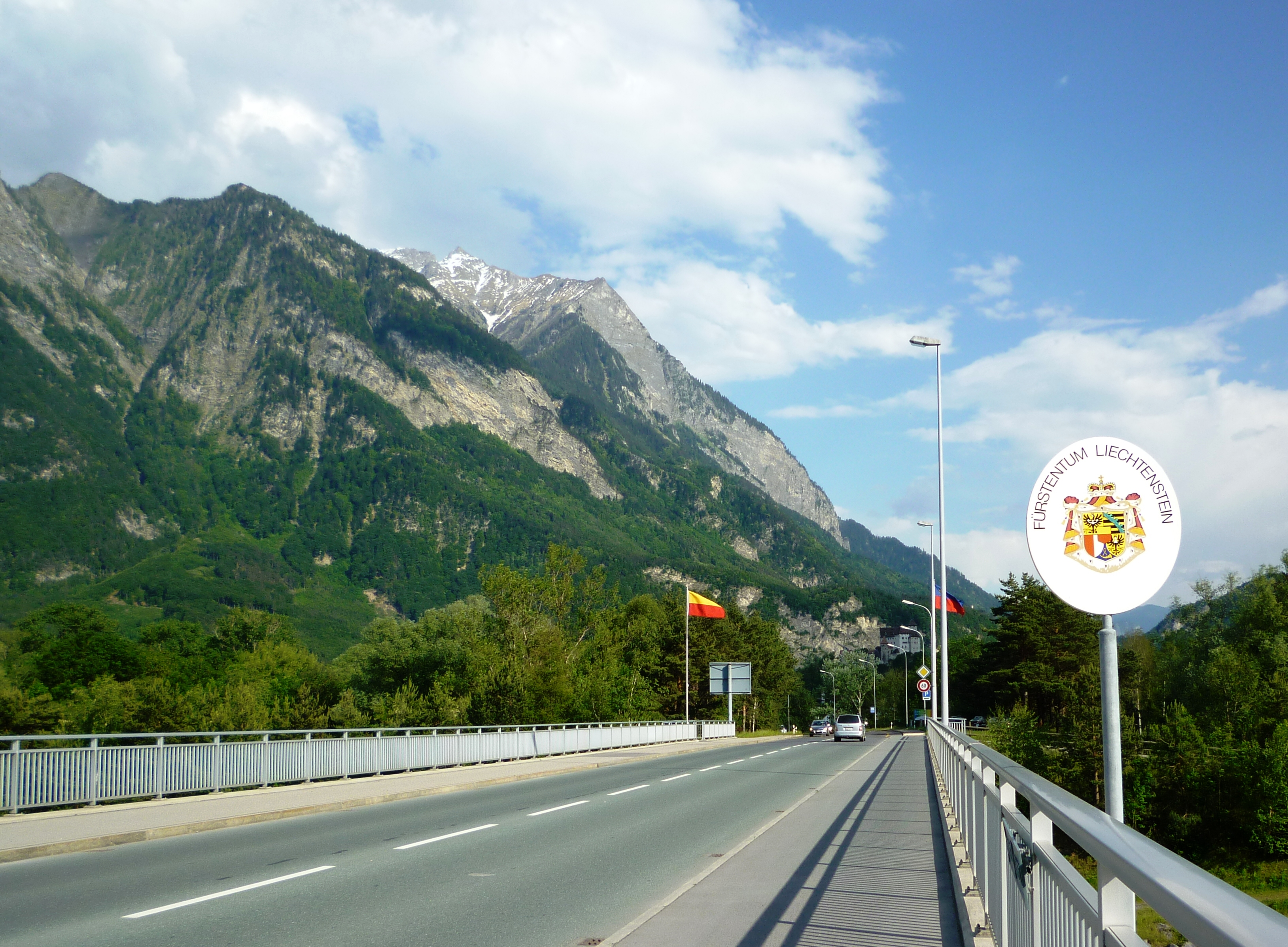
在巴尔策斯和瓦陶之间的两国开放边界

由于瑞士施行征兵制，瑞士有一个相对活跃的军队。在日常训练中发生了几起事件：
- 1968年10月14日，[6]五枚瑞士炮弹意外击中了列支敦士登唯一的滑雪胜地马尔本。记录在案的唯一损坏是一家户外餐厅的几把椅子。[7]
- 1976年8月26日，就在午夜之前，瑞士军队的75名成员和一些驮马错误地拐错了弯，最终在巴尔策斯的伊拉达格进入列支敦士登500米。据报道列支敦士登人向瑞士士兵提供饮料。[7]
- 1985年12月5日，瑞士陆军发射的防空导弹在一场冬季暴风雪中降落在列支敦士登，在一个自然保护区引起一场森林火灾，瑞士赔偿了损失。[8]
- 1992年10月13日，根据书面命令，瑞士陆军新兵不知不觉地越过边界，前往特里森贝格设立一个观察站。瑞士的指挥官们忽视了特里森伯格不在瑞士领土上的事实。瑞士就这一事件向列支敦士登道歉。[9]
- 2007年3月3日，由171名瑞士士兵组成的一个连错误地进入列支敦士登，因为他们由于恶劣的天气条件而迷失了方向，拐错了弯。这支部队在进入列支敦斯登两公里多后返回了瑞士领土。列支敦士登当局没有发现这次入侵，并在事件发生后得到了瑞士的通知。双方都忽视了这一事件。列支敦士登发言人说:“他们并不是用武装直升机入侵的。没问题，这种事总会发生的。”[10][11]

## 税收和税收条约
列支敦士登的增值税标准税率与瑞士相同，因为它必须持续反映瑞士的增值税标准，目前为7.7%。
2015年7月，两国签署了新的双重征税协议，该协议于2016年12月生效，取代了1995年生效的前一个协议。在预扣所得税方面出现了一些分歧，但瑞士不同意向在瑞士工作的列支敦士登居民推行这种做法。
2016年11月，列支敦士登公国议会以多数票决定与包括瑞士在内的27个新条约伙伴签订自动信息交换协议。2018年开始数据采集，2019年计划实现账户信息的有效交换。